# 1.ª División de Caballería (Estados Unidos)
La 1.ª División de Caballería (conocida coloquialmente como «First Team») es una de las más famosas y más condecoradas divisiones del Ejército de los Estados Unidos, y su cuartel está ubicado en Fort Hood, Texas. Fue formada en 1921 y ha servido durante la Segunda Guerra Mundial, las guerras de Corea, Vietnam, Golfo Pérsico, como parte de las fuerzas de paz en Bosnia-Herzegovina, en Irak, y en Afganistán.
Desde 2012, esta división fue subordinada al III Cuerpo de Ejército de los Estados Unidos y es comandada por el mayor general Paul T. Calvert.

## Historia

### Nacimiento

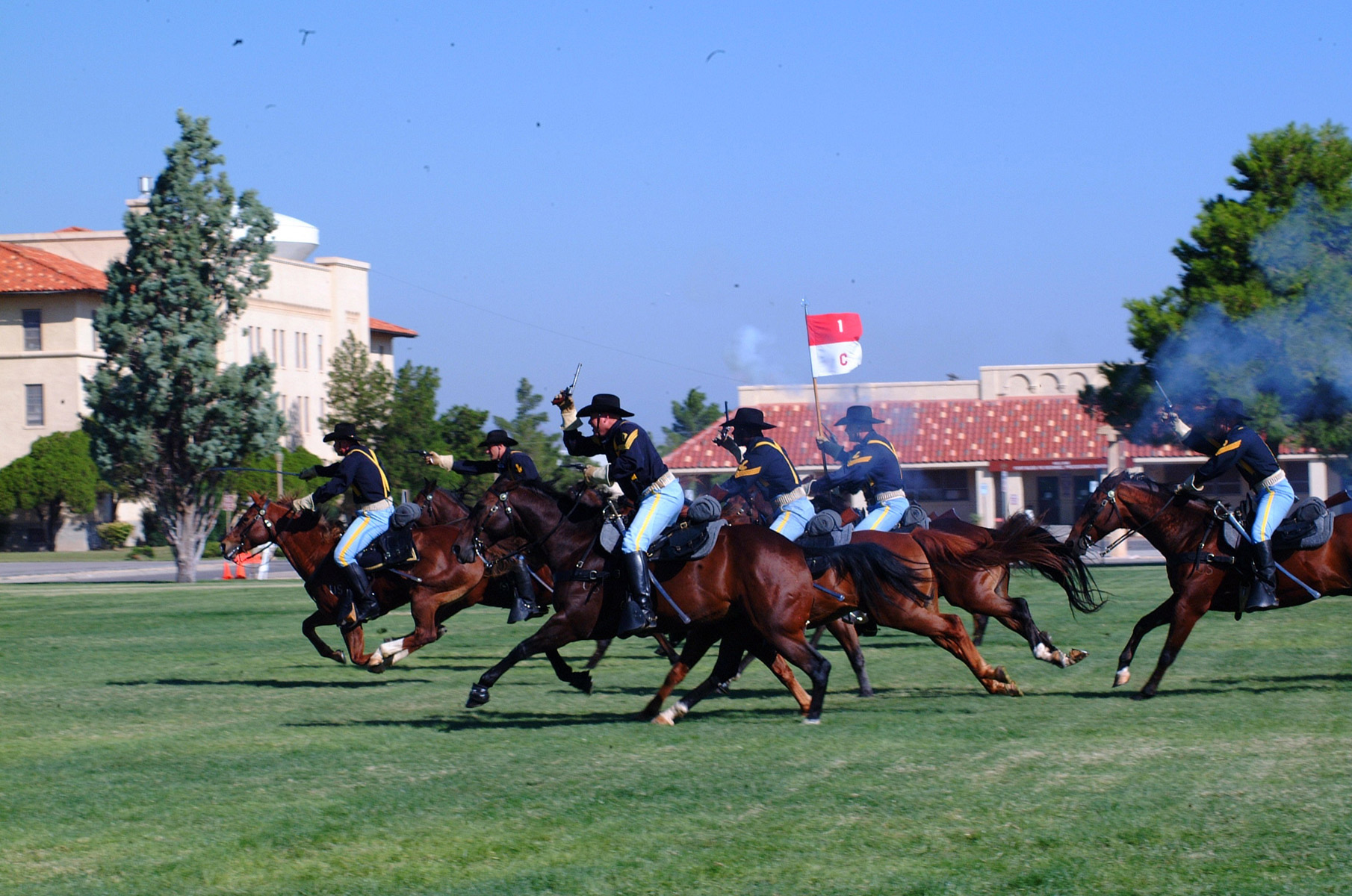
Carga de la Horse Cavalry Detachment de la 1.ª División de Caballería durante una ceremonia en Fort Bliss, Texas, 2005.

La historia de la 1.ª División de Caballería comenzó en 1921 después de que el ejército estableció la formación de una división de caballería permanente el 4 de abril de 1921. Autorizó la organización de una planta de 7463 oficiales y hombres, organizados así:
- Cuartel General (34 hombres)
- Dos Brigadas de Caballería (2803 hombres cada uno)
- Batallón de Artillería de Campaña (790 hombres)
- Batallón de Ingenieros (357 hombres)
- Comando de intendencia logística (276 hombres)
- Comando de Tropas Especiales (337 hombres)
- Compañía de Ambulancias (63 hombres)

El 20 de agosto de 1921, el General adjunto del Departamento de Guerra de los Estados Unidos constituyó la 1.ª y 2.ª Divisiones de Caballería cumplir con requisitos de movilización parciales, y autorizó el establecimiento de la 1.ª División de la Caballería bajo la nueva Tabla de Organización y Equipamiento (TO&E) el 31 de agosto de 1921. Ya que la 1.ª División de la Caballería se debía reunir a partir de unidades preexistentes, fue capaz de estar en activo en septiembre de 1921, aunque las unidades subordinadas no llegaron a sus estaciones asignadas recién hasta 1922.

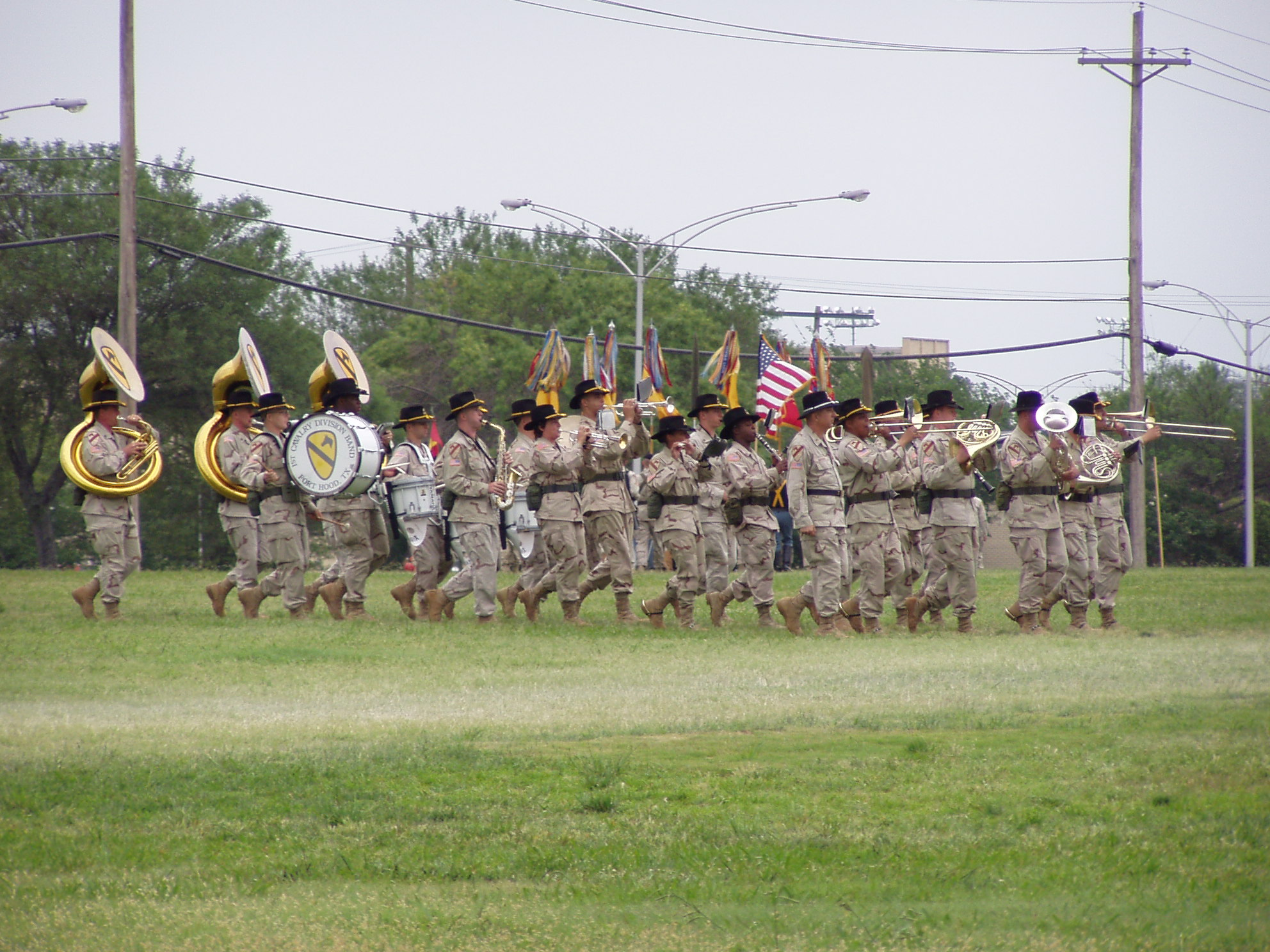
Desencajonamiento de la banda de la 1.ª División de Caballería, durante la Operación Libertad Irakí en Fort Hood, Texas

La 1.ª División de Caballería fue asignada al área del VIII Cuerpo de Ejército, con los cuarteles de la división y la 2.ª Brigada, localizados en Fort Bliss Texas, y la 1.ª Brigada en Douglas, Arizona. Las instalaciones del cuartel general usadas por la 1.ª División de Caballería eran las que habían sido desocupadas por la 8.ª Brigada de los Estados Unidos cuando fue comandado por el mayor general John J. Pershing en 1916 y la 15.ª División de Caballería, que había existido en Fort Bliss entre el 10 de diciembre de 1917 y el 12 de mayo de 1918.